# Eggella
De Eggella (Russisch: Эггелла) is een kleine schildvulkaan op de helling van de schildvulkaan Tsjavytsja op de westelijke uitlopers van het zuidelijk deel van het Centraal Gebergte in het zuidelijke deel van het Russische schiereiland Kamtsjatka. De vulkaan heeft een basalt- tot andesiet-basaltsamenstelling en bevat een keten van kleine kegels op haar oostelijke flank.
De vulkaan vormde tot 2007 onderdeel van de voormalige grens tussen het autonome district Korjakië en de oblast Kamtsjatka.